# Гонсалу Інасіу
Гонсалу Інасіу (порт. Gonçalo Inácio, нар. 25 серпня 2001, Алмада) — португальський футболіст, захисник лісабонського «Спортінга» і національної збірної Португалії.
Чемпіон Португалії. Володар Суперкубка Португалії.

## Клубна кар'єра
Народився 25 серпня 2001 року в місті Алмада. Починав займатися футболом у місцевій однойменній команді, а з 2012 року перейшов до системи підготовки гравців лісабонського «Спортінга».
У дорослому футболі дебютував 2020 року виступами за головну команду «Спортінга». За результатами сезону 2020/21 ставав у його складі чемпіоном Португалії.

## Виступи за збірні
2017 року дебютував у складі юнацької збірної Португалії (U-17), загалом на юнацькому рівні взяв участь у 13 іграх.
Протягом 2021–2022 років залучався до складу молодіжної збірної Португалії. На молодіжному рівні зіграв у 6 офіційних матчах, забив 1 гол.
2023 року дебютував в офіційних матчах у складі національної збірної Португалії.
| Дата       | Місто     | Господарі            | Результат | Гості                | Турнір            | Голи | Примітки |
| ---------- | --------- | -------------------- | --------- | -------------------- | ----------------- | ---- | -------- |
| 23-3-2023  | Лісабон   | Португалія           | 4 – 0     | Ліхтенштейн          | Відбір до ЧЄ 2024 | -    |          |
| 17-6-2023  | Лісабон   | Португалія           | 3 – 0     | Боснія і Герцеговина | Відбір до ЧЄ 2024 | -    | 87'      |
| 20-6-2023  | Рейк'явік | Ісландія             | 0 – 1     | Португалія           | Відбір до ЧЄ 2024 | -    | 67'      |
| 11-9-2023  | Фару      | Португалія           | 9 – 0     | Люксембург           | Відбір до ЧЄ 2024 | 2    |          |
| 16-10-2023 | Зениця    | Боснія і Герцеговина | 0 – 5     | Португалія           | Відбір до ЧЄ 2024 | -    |          |
| Усього     |           | Матчів               | 5         |                      | Голів             | 2    |          |

## Титули і досягнення
Клубні
- Чемпіон Португалії (3):

«Спортінг»: 2020-2021, 2023-2024, 2024-2025
- Володар Суперкубка Португалії (1):

«Спортінг»: 2021
- Володар Кубка португальської ліги (2):

«Спортінг»: 2020-2021, 2021-2022
- Володар Кубка Португалії (1):

«Спортінг»: 2024-2025
Збірна Португалії
- Переможець Ліги націй УЄФА: 2024-25